# 秋田県社会人サッカーリーグ
秋田県社会人サッカーリーグ（あきたけんしゃかいじんサッカーリーグ）は、全国の各都道府県にあるサッカーの都道府県リーグのひとつで、秋田県の企業及びクラブチームが参加している。正式名称は「秋田県社会人サッカーリーグ 兼 県民スポーツ大会」。
1986年に第1回大会が行われ、2025年現在では第38回を数える。

## 概要
昭和60年、秋田県サッカー協会より社会人サッカーの技術向上と審判の育成と資質の向上を考え、秋田県社会人リーグを発足したらどうかの声が上がった。そこで、当時技術委員長であった尾形隆が東北各県の社会人リーグの資料集めに動き回り、当時の理事長の川口房男を中心に加賀忠雄、尾形隆、夏井正彦、熊谷明夫が協会の協力の下、昭和61年に第1回秋田県社会人サッカーリーグ大会を7チームで開催するに至った。
2019年は12月までに全試合を消化できず、残り試合は2020年3月に行うこととしていた。しかし新型コロナウイルスの影響により中止され、結果的にシーズン打ち切りとなった（中断時点で秋田県庁の優勝は決定していた）。
2020年・21年も開催されず、代替大会も実施されなかった。2020年のリーグ戦が中止となった県のうち、県サッカー協会による代替大会が実施されなかったのは秋田・岩手・熊本の3県のみである。
2022年の県サッカー協会事業予定では、大会回次が本来2020年に予定されていた第35回大会となっていたが、同年も開催されることはなかった。2021年・22年は全都道府県で唯一リーグ戦未開催となった。
2023年9月より、4年ぶりにリーグを再開した。大会回次は第36回大会となっている。

## レギュレーション（2017年以降）
- 1回戦総当たりを行う（3チームのみの参加だった2023年は2回戦総当たり）。
- 優勝チームは東北社会人サッカーリーグ参入戦への出場権を得る（2019年までは東北リーグに自動昇格）。

## 参加チーム（2025年）
- 北都銀行サッカー部
- 由利クラブ
- RESACA西目
- 潟上SC
- 大仙市役所サッカー部ゼルコヴァ
- リベルタス

## 歴代優勝チーム

### 1部リーグ
- 第1回（1986年） 秋田鉄道管理局
- 第2回（1987年） 秋田県教員団
- 第3回（1988年） かがちゅうSC
- 第4回（1989年） 秋田県教員団
- 第5回（1990年） かがちゅうSC
- 第6回（1991年）不明
- 第7回（1992年） かがちゅうSC
- 第8回（1993年） 新志芽クラブ
- 第9回（1994年） 新志芽クラブ
- 第10回（1995年）西目FCパナー
- 第11回（1996年）西目FCパナー
- 第12回（1997年）北都銀行サッカー部
- 第13回（1998年）北都銀行サッカー部
- 第14回（1999年）北都銀行サッカー部
- 第15回（2000年）山王SC
- 第16回（2001年）足利工務店河辺FC
- 第17回（2002年）不明
- 第18回（2003年）山王SC
- 第19回（2004年）天王FC
- 第20回（2005年）TDK親和会
- 第21回（2006年）秋田大学蹴球部
- 第22回（2007年）TDK親和会
- 第23回（2008年）北都銀行サッカー部
- 第24回（2009年）北都銀行サッカー部
- 第25回（2010年）TDK親和会
- 第26回（2011年）猿田興業サッカー部
- 第27回（2012年）秋田大学医学部サッカー部
- 第28回（2013年）猿田興業サッカー部
- 第29回（2014年）北都銀行サッカー部
- 第30回（2015年）相原工営※
- 第31回（2016年）北都銀行サッカー部
- 第32回（2017年）AFCユーニアン※
- 第33回（2018年）ノースアジア大学FC
- 第34回（2019年）秋田県庁※
- 第35回（2020年〜2022年）中止
- 第36回（2023年）不明[6]
- 第37回（2024年）由利クラブ[1][7]

※は昇格辞退

## 2015年・2016年のレギュレーション
参加チーム減少のため、A1とA2を統合し11チームによる1部制とした。
しかし、前：A1とA2ではレベル格差があることから、試合時間90分による全チーム総当たりは不可能であるとして、以下のようなレギュレーションとなった。

### 前期
- Aグループ（5チーム）とBグループ（6チーム）の2グループによる1回戦総当たりを行う。試合時間は70分。

### 後期
- Aグループの上位2位・Bグループの上位3位の5チームは、1回戦総当たりの決勝リーグを行う。試合時間は90分。優勝チームは東北社会人サッカーリーグ2部に昇格。
- Aグループの3位以下・Bグループの4位以下の6チームは、1回戦総当たりの順位決定リーグを行う。試合時間は70分。

## 2013年・2014年のレギュレーション
A1とA2からなる2部構成。A1に8チーム・A2に7チームが所属していた（2013年）。

### A1リーグ（1部）
- 1回戦総当たりののち、上位4チーム・下位4チームに分かれて最終順位決定トーナメントを行う。試合時間は90分。
- 優勝チームは東北社会人サッカーリーグ2部に昇格。
- 8位はA2に降格、7位はA2の2位と入替戦を行う。

### A2リーグ（2部）
- 2013年は1回戦総当たりののち、上位3チーム・下位4チームに分かれて順位決定リーグを行う。試合時間は70分。
- 2014年は参加が5チームとなったため、2回戦総当たりで順位を決定した。
- 優勝チームはA1に昇格。2位はA1の7位と入替戦を行う。